# 2022年のロシア
2022年のロシア （2022ねんのロシア）では、2022年のロシアに関する出来事について記述する。

## 国家元首等
- 大統領
  - 第4代: ウラジーミル・プーチン （ウラジーミル・プーチン体制のロシア（英語版）、2012年5月7日 - ）
- 首相
  - 第11代: ミハイル・ミシュスティン （ミハイル・ミシュスティン内閣、2020年1月16日 - ）

## できごと

### 通年
- ロシアにおける2019年コロナウイルス感染症の流行状況（英語版）
- 2022年ロシアのウクライナ侵攻のタイムライン (2022年2月 - 4月)
- 2022年ロシアのウクライナ侵攻のタイムライン (2022年5月 - 8月)
- 2022年ロシアのウクライナ侵攻のタイムライン (2022年9月 - 12月)
- 2022年ロシア西部攻撃
- 2022年ロシアの謎の火災
- 2022年ロシアのウクライナ侵攻による経済的影響

### 1月
- 1月28日 - ロシア連邦国家統計庁の発表により2021年に人口が100万人以上減少していたことが判明[1]。

### 2月

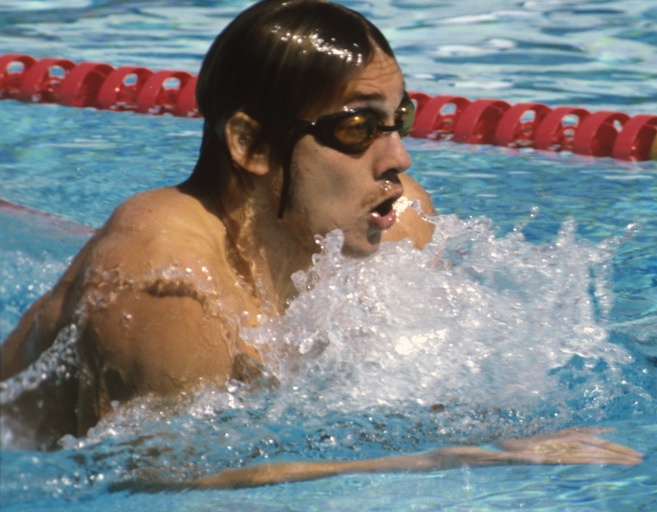
アレクサンドル・シドレンコ

- 2月10日 - ロシア軍が、ベラルーシ軍と軍事演習「同盟の決意2022」を開始。
- 2月21日 - ウラジーミル・プーチン大統領が、ドネツク人民共和国とルガンスク人民共和国の独立を承認。
- 2月24日
  - ウラジーミル・プーチン大統領がテレビ演説し、「特別軍事作戦」の実施を表明。ロシア軍がウクライナへの侵攻を開始[2]。
  - ウクライナ侵攻に反対する市民らによる抗議運動が発生[3]。
- 2月25日 - 同年6月にサンクトペテルブルクで予定されたいたUEFAチャンピオンズリーグ 2022-23 決勝の開催地がフランス・パリのスタッド・ド・フランスに変更[4]。
- 2月28日 - 2022 FIFAワールドカップ・ヨーロッパ2次予選まで進んでいたサッカーロシア代表が除外された他、各クラブの国際大会への出場が禁止となった[5]。

### 3月
- 3月2日 - 第11回国際連合緊急特別総会#ES-11/1でロシア軍の完全撤退とウクライナ情勢の反転への要求に対する投票でロシア、 ベラルーシ、 エリトリア、 朝鮮民主主義人民共和国、 シリアが反対を表明。
- 3月4日 - 一時、1ドルが130ルーブルを超えるルーブル安となり、終値は1ドル121ルーブルの過去最安値を更新した[6]。
- 3月6日 - 2022年ロシアのウクライナ侵攻に対するロシアでの反戦・抗議運動の参加者の5000人以上が拘束された[7]。
- 3月8日 - マクドナルドが全店舗を閉鎖すると発表[8]。
- 3月15日 - 欧州評議会からの脱退を通告[9]。
- 3月22日 - 前年にノーベル平和賞を受賞したジャーナリストのドミトリー・ムラトフがウクライナ難民の支援のためにメダルを寄付することを表明[10]。

### 4月
- 4月26日 - ウリヤノフスク州の幼稚園で銃乱射事件が発生し、少なくとも3人が死亡[11]。

### 5月
- 5月9日 - 対ナチス・ドイツ戦勝77周年記念パレード

### 6月
- 6月12日 - 国内から撤退したマクドナルドを引き継いでフクースナ・イ・トーチカが開店[12]。

### 7月
- 7月14日 - 同年11月にロシアで予定されていた2022/2023 ISUグランプリシリーズのロステレコム杯が フィンランドでの開催に変更[13]。

### 8月
- 8月19日 - 国内から撤退したスターバックスを引き継いで「スターズ・コーヒー」が開店[14]。
- 8月20日 - ダリア・ドゥギナの暗殺

### 9月

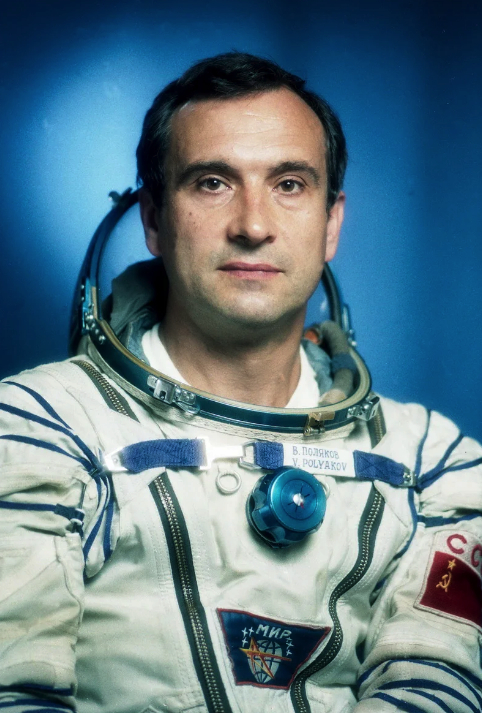
ワレリー・ポリャコフ

- 9月3日 - 前月30日に亡くなったミハイル・ゴルバチョフ元ソビエト連邦大統領の葬儀が営まれた[15]。
- 9月21日 - ウラジーミル・プーチン大統領が部分動員令の発動を宣言。
- 9月26日 - ウドムルト共和国イジェフスクの学校で銃乱射事件が発生し、少なくとも15人が死亡[16]。
- 9月30日 - ウラジーミル・プーチン大統領がドネツク人民共和国、ルガンスク人民共和国、ウクライナのドネツク州、ルガンスク州の併合を宣言[17]。

### 10月
- 10月7日 - ノーベル平和賞に人権団体のメモリアルがウクライナの人権団体とベラルーシの人権活動家と共同で受賞[18]。
- 10月17日 - エイスク軍用機墜落事故
- 10月23日 - イルクーツク軍用機墜落事故（英語版）

### 12月
- 12月5日 - ウラジーミル・プーチン大統領が性的少数者などに関する情報の拡散や宣伝などを制限する法律に署名[19]。

## 死去

### 1月
- 1月7日 - アナトーリー・クワシュニン：軍人（1946年 -）
- 1月8日 - ニナ・セリュニナ＝ロチェワ：クロスカントリースキー選手、1980年レークプラシッドオリンピック銀メダリスト（1948年 -）
- 1月11日 - アナトリー・アリャビエフ（英語版）：バイアスロン選手、1980年レークプラシッドオリンピック金メダリスト（1951年 -）

### 2月
- 2月5日 - ボリス・メルニコフ（英語版）：フェンシング選手、1964年東京オリンピック金メダリスト（1938年 -）
- 2月8日 - ダビド・ルドマン：柔道選手（1943年 -）
- 2月16日 - アンドレイ・ロパトフ（英語版）：バスケットボール選手、1980年モスクワオリンピック銅メダリスト（1957年 -）
- 2月20日 - アレクサンドル・シドレンコ：競泳選手、1980年モスクワオリンピック金メダリスト（1960年 -）

### 3月

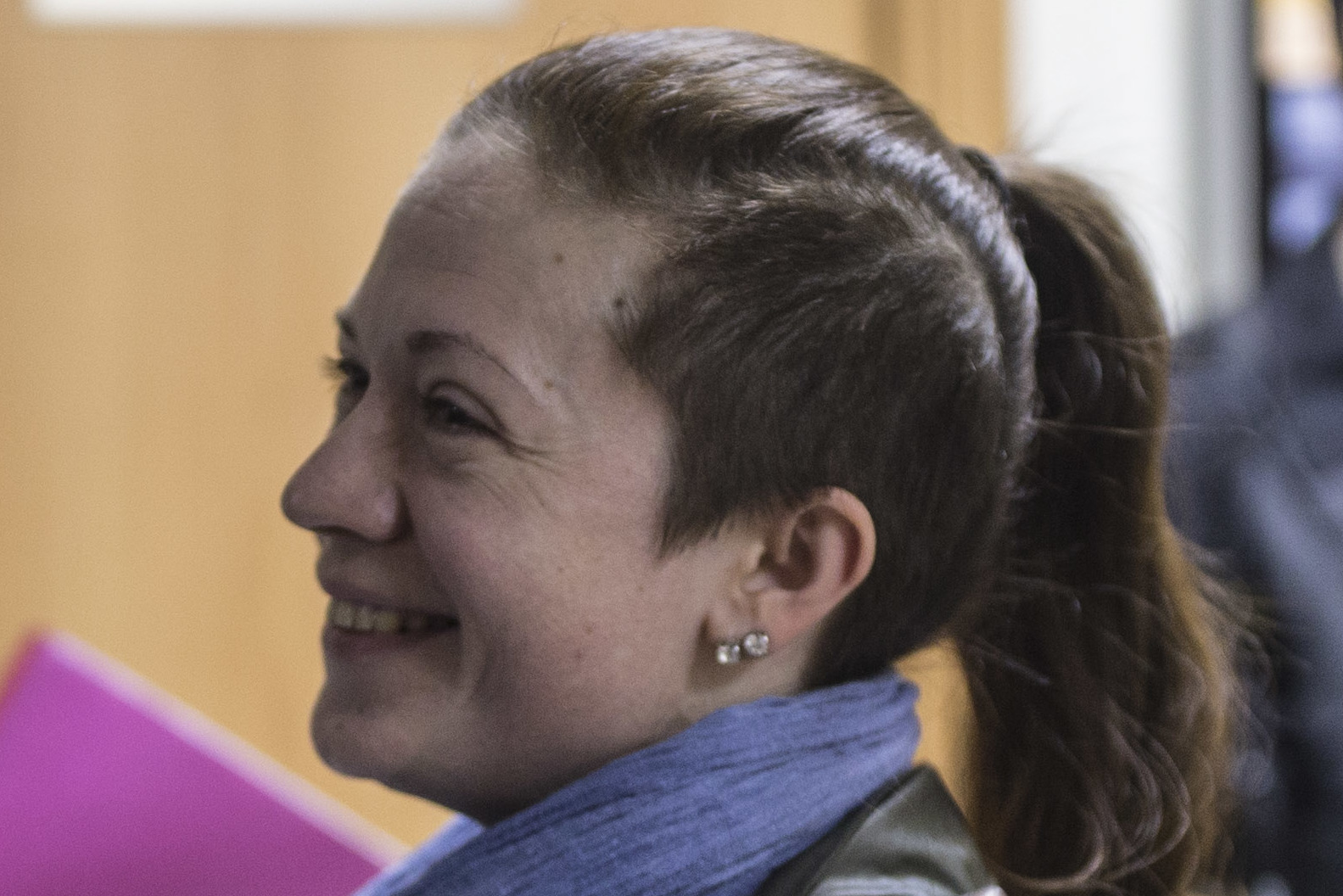
オクサナ・バウリナ

- 3月1日 - アレフティナ・コルチナ：クロスカントリースキー選手、1964年インスブルックオリンピック金メダリスト（1930年 -）
- 3月23日 - オクサナ・バウリナ、ジャーナリスト (1979年 -)
- 3月27日 - アレクサンドラ・ザベリナ：フェンシング、1960年・1968年・1972年の3大会のオリンピックで金メダリスト（1937年 -）

### 4月
- 4月6日 - ウラジーミル・ジリノフスキー、国家院議員・ロシア自由民主党(現:政党エル・デー・ペー・エル)創設者 (1946年 -)
- 4月12日
  - イリーナ・ボロビエワ：フィギュアスケート選手 (ペア)（1958年 -）
  - セルゲイ・ヤシン（英語版）：アイスホッケー選手、1988年カルガリーオリンピック金メダリスト（1962年 -）
- 4月18日 - ヴャチェスラフ・トルブニコフ：諜報員（1944年 -）

### 5月
- 5月8日 - マリア・グサコワ：クロスカントリースキー選手、1960年スコーバレーオリンピック金メダリスト（1931年 -）
- 5月21日 - ニコライ・ズーエフ：総合格闘家（1958年 -）

### 6月
- 6月6日 - ワレリー・リューミン：宇宙飛行士、1973年に宇宙に滞在（1939年 -）
- 6月9日 - オレグ・モリボガ（英語版）：バレーボール選手、1980年モスクワオリンピック金メダリスト（1953年 -）
- 6月16日 - ユーリ・フェドートフ：外交官（1947年 -）
- 6月19日 - ゲンナジー・ブルブリス：政治家、第一副首相（1945年 -）
- 6月23日 - ユーリ・シャトゥノフ（英語版）：歌手（1973年 -）

### 7月
- 7月1日 - スタニスラフ・レオノビッチ：フィギュアスケート選手 (ペア)（1958年 -）
- 7月15日 - ゲオルギー・ヤルツェフ：サッカーソビエト連邦代表（1948年 -）

### 8月

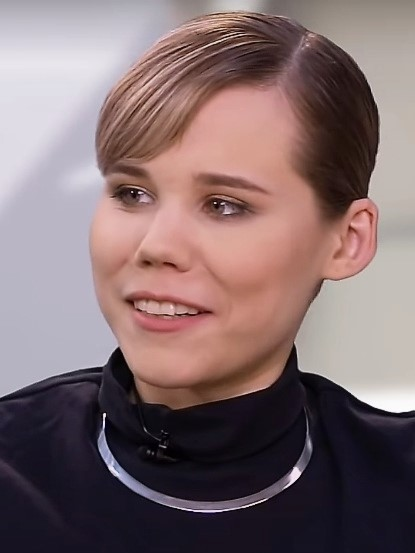
ダリア・ドゥギナ

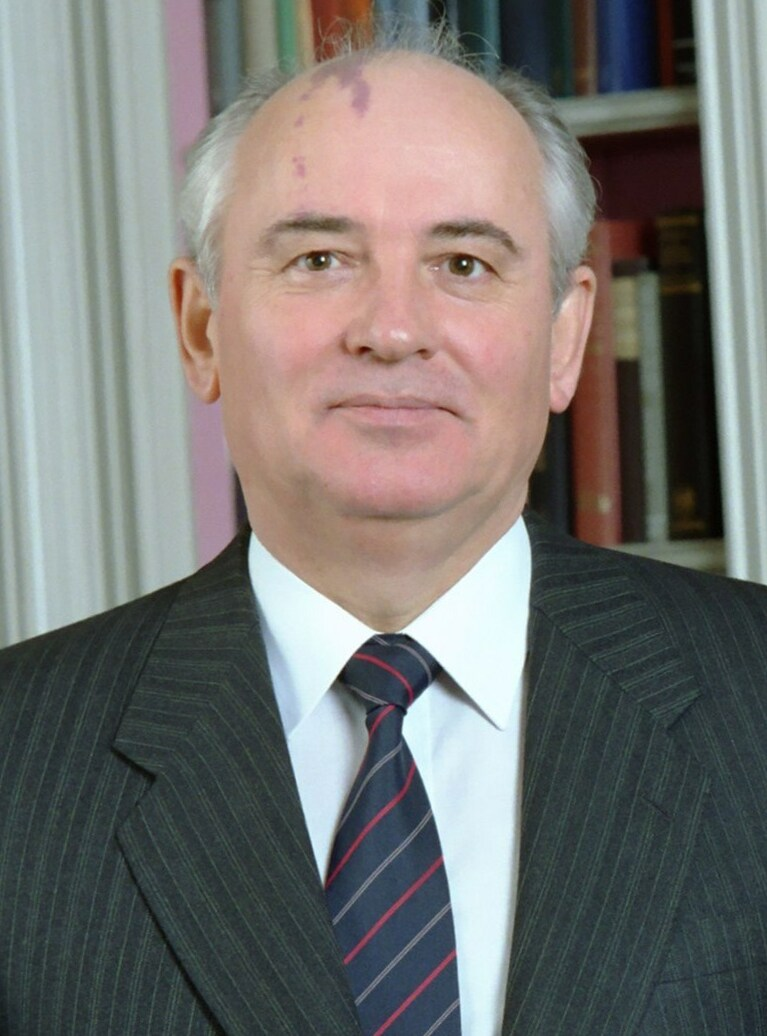
ミハイル・ゴルバチョフ

- 8月1日 - ミハイル・ゴロヴァトフ：軍人（1949年 -）
- 8月7日 - アナトリー・フィリプチェンコ：宇宙飛行士、1963年に宇宙に滞在（1928年 -）
- 8月9日 - ニコライ・スリュニコフ：政治家（1929年 -）
- 8月14日 - ドミトリー・ヴルーベリ（英語版）：画家、『神よ、この死に至る愛の中で我を生き延びさせ給え』等（1960年 -）
- 8月20日 - ダリア・ドゥギナ、政治評論家・ジャーナリスト (1992年 -)
- 8月30日 - ミハイル・ゴルバチョフ、ソビエト連邦初代大統領、1990年にノーベル平和賞受賞 (1931年 -)

### 9月
- 9月1日 - ラビル・マガノフ（英語版）：実業家、ルクオイル会長（1954年 -）
- 9月4日 - ボリス・ラグティン（英語版）：ボクサー、1964年東京・1968年メキシコシティーオリンピックで金メダリスト（1938年 -）
- 9月6日 - オルガ・アンドリアノワ：カーリングコーチ（1952年 -）
- 9月7日 - ワレリー・ポリャコフ：宇宙飛行士、1988年から14ヶ月以上宇宙に滞在（1942年 -）
- 9月10日 - イヴァン・ペチョーリン：実業家（1983年 -）
- 9月17日 - イーゴリ・マスレンニコフ（英語版）：映画監督（1931年 -）
- 9月20日 - セルゲイ・パスケパリス（英語版）：俳優、演出家（1966年 -）
- 9月30日 - ウォーキー (ラッパー)（英語版）：ラッパー（1995年 -）

### 10月
- 10月17日 - ユーリー・キリモフ（英語版）：ハンドボール選手、1976年モントリオールオリンピック金メダリスト（1940年 -）
- 10月23日 - ガリーナ・ピサレンコ（英語版）：ソプラノ歌手（1934年 -）

### 11月

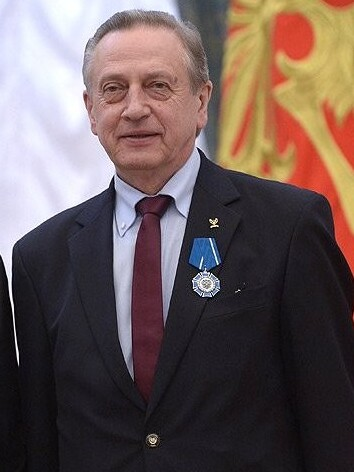
アレクサンドル・ゴルシコフ

- 11月8日 - ヴィクトル・チェルケソフ：シロヴィキ、政治家（1950年 -）
- 11月17日 - アレクサンドル・ゴルシコフ：フィギュアスケート選手、世界フィギュアスケート殿堂（1946年 -）

### 12月
- 12月4日 - マゴメダリ・マゴメードフ：政治家（1930年 -）
- 12月29日 - エドゥアルド・アルテミエフ：作曲家（1937年 -）